# Mesonauta festivus
Mesonauta festivus (nome comum: bauari) é uma espécie de peixe sul-americano de água doce.